# Aslög (porslin)

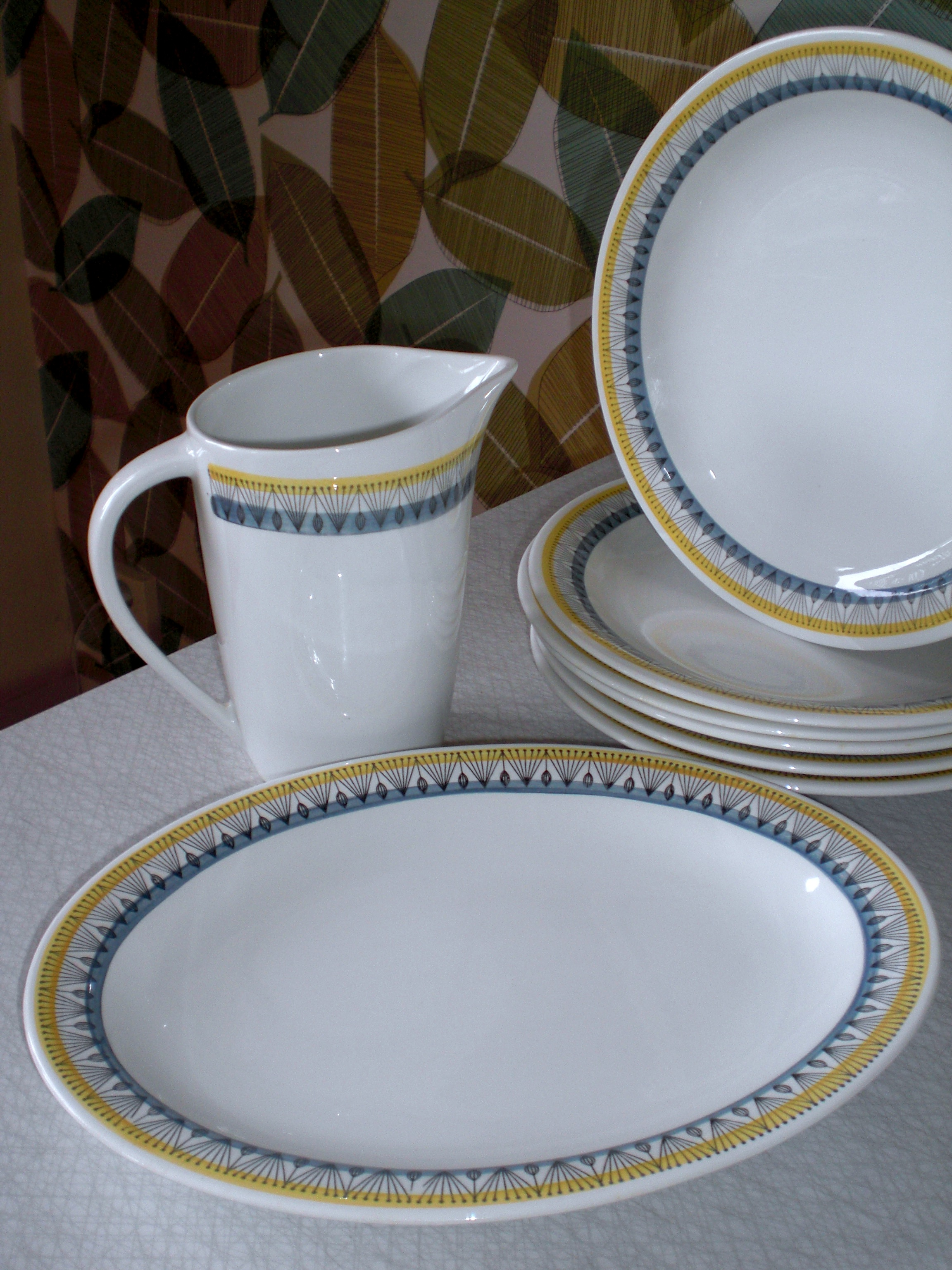
Delar ur servisen Aslög

Aslög är en servis som tillverkades av Rörstrand mellan 1962 och 1969. Porslinet har vit botten och en yttre smal rand i gult och en inre i blått. Över ränderna finns ett tunt, solfjäderformat, svart mönster. 